# Bulgarian International 2003
Die Bulgarian International 2003 im Badminton fanden vom 18. bis zum 21. September 2003 in Sofia statt.

## Medaillengewinner
| Disziplin    | Gold                                 | Silber                              | Bronze                              |
| ------------ | ------------------------------------ | ----------------------------------- | ----------------------------------- |
| Herreneinzel | Shoji Sato                           | Conrad Hückstädt                    | Dmitry Miznikov                     |
| Herreneinzel | Shoji Sato                           | Conrad Hückstädt                    | Yuichi Ikeda                        |
| Dameneinzel  | Petya Nedelcheva                     | Susan Hughes                        | Dimitrika Dimitrova                 |
| Dameneinzel  | Petya Nedelcheva                     | Susan Hughes                        | Urška Silvester                     |
| Herrendoppel | Thomas Røjkjær Jensen Tommy Sørensen | Evgenij Isakov Alexandr Shchepalkin | Steve Higgins Carl Goode            |
| Herrendoppel | Thomas Røjkjær Jensen Tommy Sørensen | Evgenij Isakov Alexandr Shchepalkin | Konstantin Dobrev Georgi Petrov     |
| Damendoppel  | Petya Nedelcheva Neli Boteva         | Diana Dimova Maya Ivanova           | Tatiana Vattier Victoria Wright     |
| Damendoppel  | Petya Nedelcheva Neli Boteva         | Diana Dimova Maya Ivanova           | Dimitrika Dimitrova Rumyana Ivanova |
| Mixed        | Dmitry Miznikov Natalia Golovkina    | Yulian Hristov Diana Dimova         | Petr Koukal Markéta Koudelková      |
| Mixed        | Dmitry Miznikov Natalia Golovkina    | Yulian Hristov Diana Dimova         | Konstantin Dobrev Maya Ivanova      |